# حوسبة سائدة

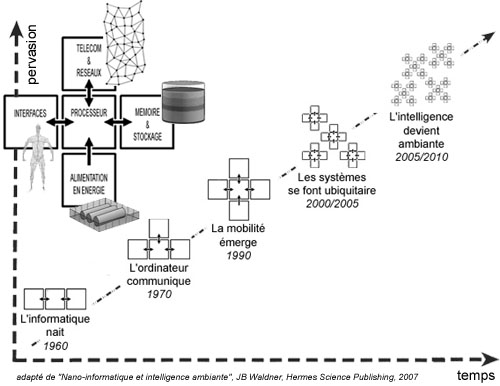

حوسبة سائدة (بالإنجليزية: Ubiquitous Computing)‏ هو علم ينحدر تحت علوم الحاسب وعلوم تصميم البرمجيات ويختص بنشر الحوسبة في كل مكان وزمان. على غرار استخدام الحاسب الشخصي والذي يتطلب تواجد الشخص في مكان الحاسب لاستخدام التقنية، تعتمد تقنية الحوسبة السائدة على زرع التقنيات في أماكن العمل أو مراكز التسوق أو حتى على جسم الإنسان مثل نظارات جوجل بحيث يتفاعل المستخدم مع التقنية بشكل دائم. ساعد على انتشار هذه التقنية التطور في شبكات الإتصال WAN WLAN 3G 4G LTE والذي مكن الأجهزة من الاتصال بالشبكة العنكبوتية لإرسال واستلام البيانات في أي مكان، كما ساعد على انتشارها التقدم التكنولوجي في مجالات البرمجيات الوسيطة ونظم التشغيل والمجسات ونظم تحديد المواقع (GPS and Wi-Fi Positioning System) والتي يتم توظيفها معا لابتكار حلول الحوسبة السائدة.
ينبثق من تقنية الحوسبة السائدة عدة مصطلحات وتقنيات منها الذكاء المحيطي والبيئة الذكية والتقنية الخاملة والحوسبة الفيزيائية وإنترنت الأشياء. يعتمد استخدام كل مصطلح على وصف النظام المستخدم وطريقة عمله.
يلامس علم الحوسبة السائدة الكثير من المجالات الأخرى الدارجة تحت علم الحاسب عمومًا مثل الحوسبة الموزعة، الحوسبة المتنقلة، علم معرفة السياق، شبكات الاستشعار اللاسلكية، علم التفاعل بين الإنسان والحاسوب والذكاء الاصطناعي.

## مباديء أساسية
تعتمد الحوسبة السائدة بشكل أساسي على مجموعة من الأجهزة الصغيرة الغير باهظة الثمن والموصلة بشبكات نقل البيانات بشكل دائم. تلك الأجهزة يتم زرعها في أماكن متعددة لتغطية جميع مناحي الحياة للمستخدمين. على سبيل المثال، من الممكن وضع أجهزة في المباني للتحكم في صرف الطاقة كالإضاءة والتكييف والتدفئة والتحكم بتلك الأجهزة عن طريق مجسات (biometric sensors) مزروعة في ملابس سكان المبنى بحيث يتم رفع وخفض مستويات التبريد والتكيف على حسب حال الموجودين في المبنى. مثال آخر على نظام حوسبة سائد هو وضع نظام يجعل الثلاجة تعلم (aware) بالأطعمة الموجودة في داخلها، من الممكن تحقيق ذلك الهدف بوضع ملصق (RFID) على الأطعمة المختلفة والذي يحتوي على البيانات الخاصة بالمنتج الغذائي مثل تاريخ انتهاء الصلاحية أو عدد السعرات الحرارية، يتم التقاط البيانات الموجودة على الملصق عن بعد بواسطة ماسح ضوئي لاسلكي موجود في الثلاجة ويقوم البرنامج الموجود في الثلاجة بتقديم رسائل تحذير أو اقتراح وجبات للمستخدمين.
هناك عقبات عديدة لجعل أنظمة الحوسبة السائدة متاحة للجميع وتقوم العديد من الجامعات العريقة وشركات التكنولوجيا بتوظيف مجموعات من الباحثين لتذليل تلك العقبات، نذكر على سبيل المثال من تلك العقبات: وضع التصاميم المناسبة لتلك الأنظمة وإنشاء واجهات للمستخدمين مناسبة لهذا النوع من الأنظمة حيث تعتبر واجهات المستخدم الموجودة حاليا مثل واجهة سطر الأوامر (command-line) أو الواجهات الرسومية (GUI) غير مناسبة لهذا النوع من الحوسبة.
يعتبر مارك وايزر الأب الروحي للحوسبة السائدة ويرجع الفضل له في اختراع المصطلح الخاص بها (Ubiquitous Computing) باللغة الإنجليزية. وقد توقع مارك وايزر في العام 1994 ثلاث أنواع من الأجهزة المستخدمة في هذا النوع من الحوسبة وهي:
- الأجهزة الصغيرة الحجم (Tabs): وهي أجهزة يقاس حجمها بالسنتيمتر وغالبا ما يتم زرعها على أجسام أو في ملابس المستخدمين.
- الأجهزة متوسطة الحجم (Pads): وهي أجهزة يقاس حجمها الديسيمتر ويتم حملها باليد من قبل المستخدمين والتحكم بها عن طريق أصابع اليد مثل الحاسب اللوحي والهواتف الذكية والتي بالفعل انتشرت بشكل مذهل في الزمن الحالي.
- الأجهزة كبيرة الحجم (Boards): وهي شاشات يقاس حجمها بالمتر ويمكن التفاعل معها عن طريق اللمس من قبل المستخدمين.

التصنيف المقدم من مارك وايزر يعتمد على ثلاث خصائص تتعلق بكون الجهاز ذو حجم غير صغير وسطح مستوي واحتواء الجهاز على شاشة للتحكم، لقد قام العلماء مؤخرا بالتقليل من حدة تلك الخواص مما مكن من استحداث أنظمة الحوسبة السائدة نذكر منها:
- الغبار الذكي: تعتمد تلك الأنظمة على أجهزة دقيقة والتي لا تحتوي على شاشة للتواصل مع المستخدم مثل الأنظمة الكهروميكانيكية الصغرى ويقاس حجمها بالنانومتر والميكرومتر والمليمتر. انظر أيضا الغبار الذكي.